# Gadomus denticulatus
Gadomus denticulatus es una especie de pez de la familia Macrouridae en el orden de los Gadiformes.

## Hábitat
Es un pez bentopelágico de aguas  tropicales que vive entre 197-759 m de profundidad.

## Distribución geográfica
Se encuentra en las Filipinas e Indias Orientales.